# Figueirópolis
Figueirópolis – miasto i gmina w Brazylii, w stanie Tocantins. Znajduje się w mezoregionie Ocidental do Tocantins i mikroregionie Gurupi, 278 km od stolicy regionu Palmas.